# Ridolfo Sirigatti
Ridolfo Sirigatti ou Rodolfo Sirigatti, né en 1553 à Florence et mort en 1608, est un sculpteur et peintre italien.

## Biographie
Ridolfo Sirigatti naît en 1553 à Florence. Il est le maître de Pietro Bernini, et l'ami de Jean de Bologne.
Ridolfo Sirigatti sculpte en 1594 un buste de François Ier, duc de Toscane. Il meurt en 1608,.

## Galerie

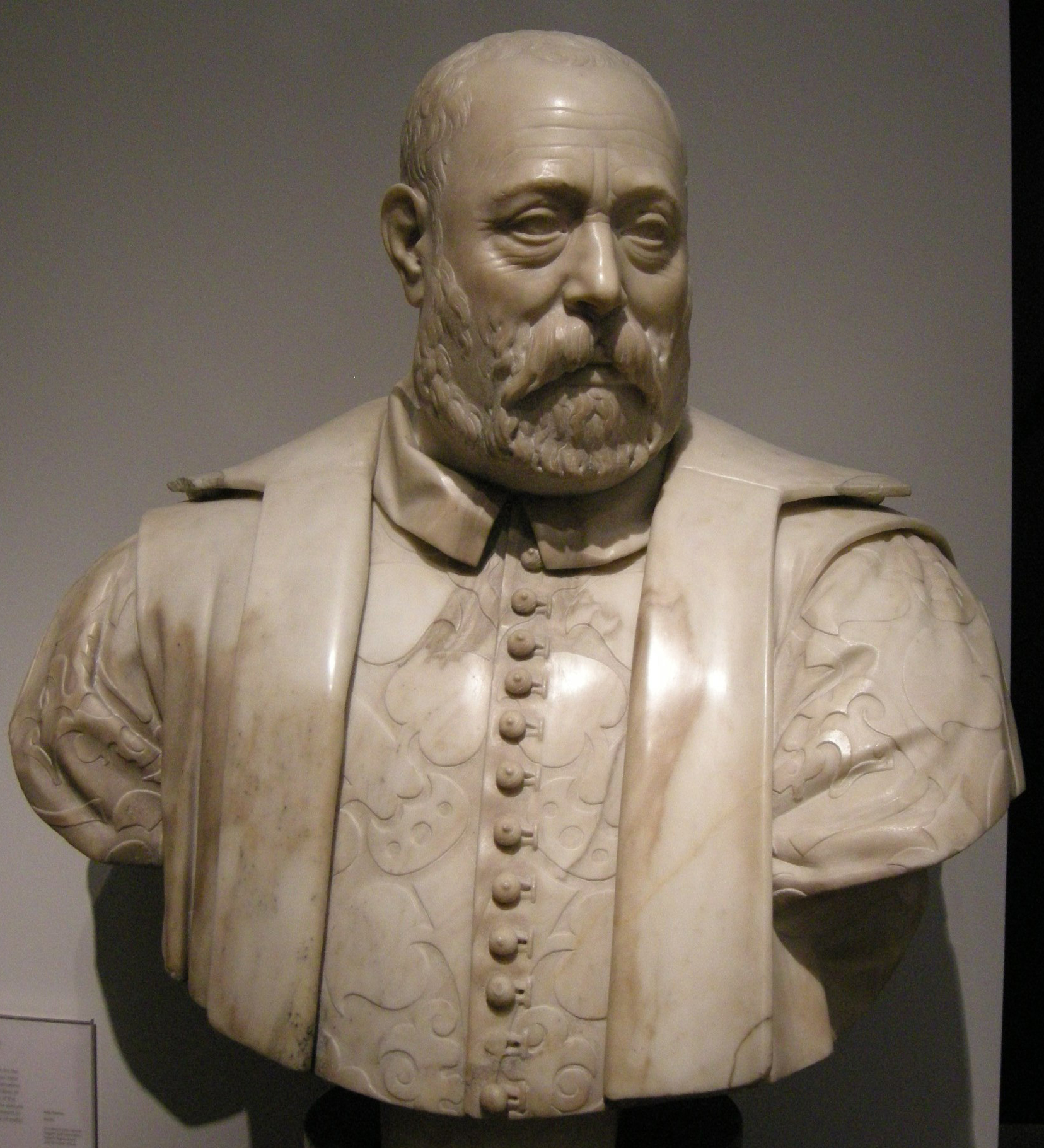
Buste de son père, Niccolò Sirigatti (1576).
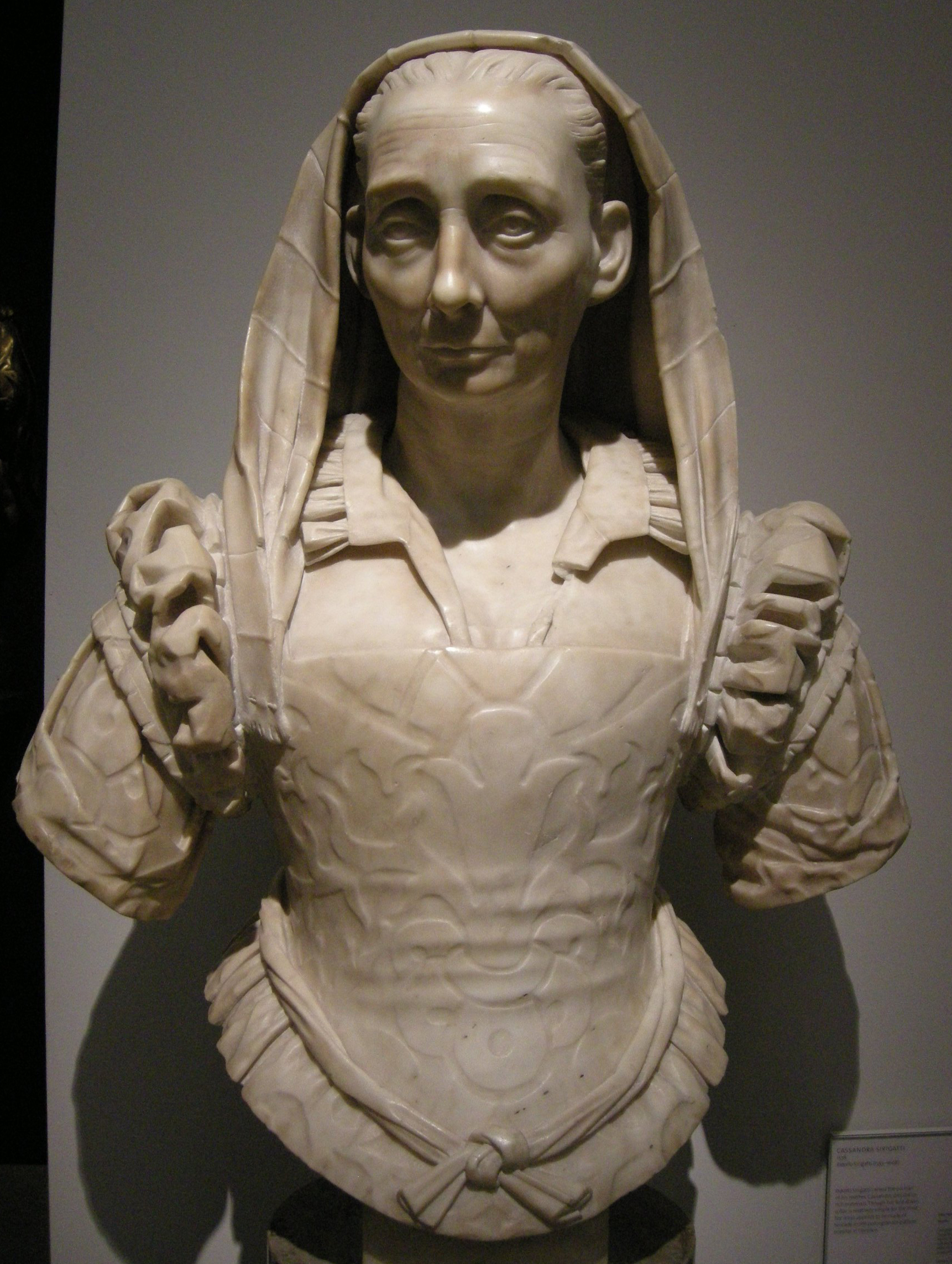
Buste de sa mère, Cassandra Sirigatti (1578).
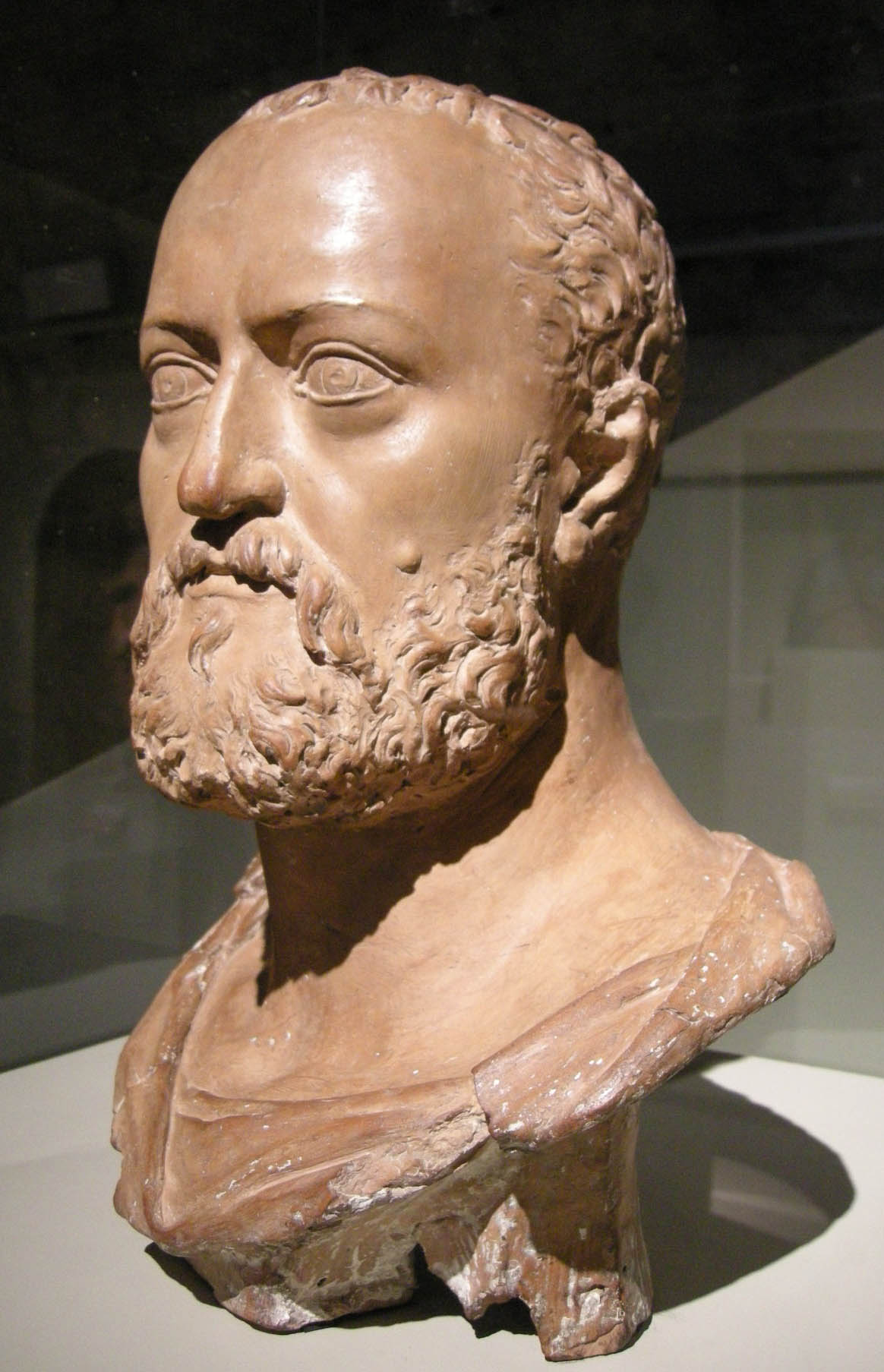
Cosme Ier de Toscane (1588 ?, après la mort du sujet ?), Palazzo Vecchio.